# Jean Joseph Guieu
Jean Joseph Guieu, né le 30 septembre 1758 à Champcella (Hautes-Alpes), mort le 5 octobre 1817 à Châteauroux-les-Alpes (Hautes-Alpes), est un général français de la Révolution et de l’Empire.

## États de service
Âgé de 16 ans, il entre en service le 1er novembre 1774 comme canonnier au régiment de Toul-artillerie à Grenoble. Après plusieurs garnisons et 6 ans de bons et loyaux services, il obtient son congé le 31 janvier 1780.
Il s'engage de nouveau le 14 décembre 1791 au 1er bataillon de volontaires des Hautes-Alpes, et il est élu capitaine de la 4e compagnie. le 22 mai 1792, il devient chef de bataillon au 1er bataillon des Hautes-Alpes, et il rejoint l'armée du midi le 8 juin 1793, puis l'armée des Pyrénées-Orientales à Perpignan le 21 juin suivant. Il participe à la bataille de Perpignan le 17 juillet 1793, et à celle de Peyrestortes sous les ordres du général d'Aoust le 17 septembre 1793. Promu chef de brigade le 4 octobre 1793. 
Il est promu général de brigade le 25 décembre 1793 à l'armée des Pyrénées-Orientales, et le 2 janvier 1794, il commande une brigade sous les ordres du général Augereau. Il participe à la Bataille du Boulou le 1er mai 1794 où il met en déroute l'ennemi. Après une blessure en juin 1794, sa brigade stationne dans la région de Saint-Laurent de la Muga.        
Le 24 janvier 1796 il est affecté à l'Armée d'Italie comme commandant de la 3e brigade de la division Serurier. Le 21 avril 1796 il est remarqué par le général Bonaparte lors de la prise de Mondovi. Le 1er juillet il rejoint la division Sauret, et il participe au combat de Gavardo le 4 août 1796. Le 21 août il passe dans la division Vaubois, puis le 14 novembre 1796 dans la division Augereau. Il assiste dès le 15 novembre 1796, et pendant 3 jours à la bataille d'Arcole. Général célèbre pour sa bravoure et sa vigueur prodigieuse au combat (colosse d'1,91 m), Bonaparte demande au directoire exécutif sa nomination au grade de général de division.    
Il est élevé au grade de général de division le 6 décembre 1796 à l'armée d'Italie, et le 8 février 1797 il remplace Augereau à la tête de sa division pendant son absence. Le 9 novembre 1797 il prend le commandement la 9e division d'infanterie à l'armée d'Italie, et le 8 janvier 1798 il commande de la 4e division stationnée à Brescia, puis le 12 mars 1798, la 3e division cantonnée à Ferrare. Il est rappelé à Milan le 20 mars 1799 pour participer à la réorganisation de l'armée d'Italie. 
Il reste sans affectation de 1800 à 1803, et le 26 août 1803 il est admis à la retraite. Il se retire à Châteauroux-les-Alpes où il meurt le 5 octobre 1817 à l'âge de 59 ans.
Son nom apparaît sur l'arc de triomphe de l'Étoile, sur la 24e colonne.